# Wanla

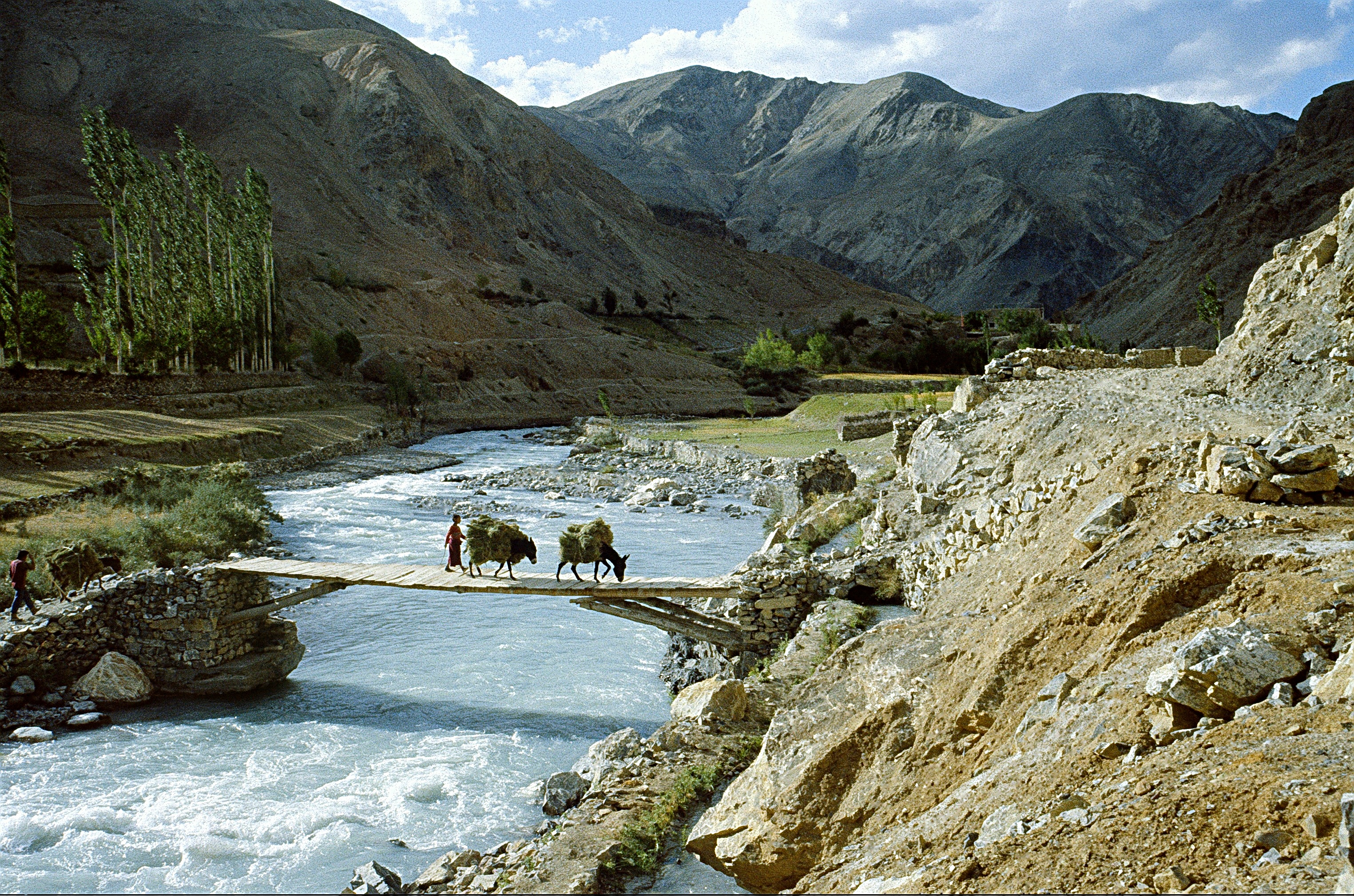
Der Fluss Yapola, im Gebiet von Wanla (1991)

Wanla ist ein Ort im indischen Unionsterritorium Ladakh.
Der Ort liegt im Tehsil Khalatse am Yapola, der auch Wanla River genannt wird. Das Wanla-Kloster liegt in Wanla. Lha chen Naglug (circa 1150–1175), ein Dard-König baute eine Festung in Wanla, deren Reste heute noch sichtbar sind.
Nach der Zensus von 2011 lebten 1015 Menschen in Wanla. Die Alphabetisierungsrate betrug 57,14 %.